# Vô Imbolá
Vô Imbolá é o segundo disco de estúdio do cantor e compositor brasileiro Zeca Baleiro.
Este disco, lançado em março de 1999 com o selo MZA, tem uma tonalidade sincretista, e contou com grandes participações, como Zeca Pagodinho em "Samba do approach", Zé Ramalho em "Bienal", entre outros.

## Faixas
| N.º            | Título                                               | Compositor(es)           | Duração |  |
| 1.             | "Vô Imbolá"                                          | Zeca Baleiro             | 4:07    |  |
| 2.             | "Pagode Russo"                                       | João Silva, Luiz Gonzaga | 4:05    |  |
| 3.             | "Meu Amor, Meu Bem, Me Ame"                          | Zeca Baleiro             | 3:45    |  |
| 4.             | "Lenha"                                              | Zeca Baleiro             | 4:06    |  |
| 5.             | "Semba"                                              | Zeca Baleiro             | 4:15    |  |
| 6.             | "Bienal (Part. Especial: Zé Ramalho)"                | Zeca Baleiro             | 2:54    |  |
| 7.             | "Nega Tu Dá No Couro"                                | Zeca Baleiro             | 2:28    |  |
| 8.             | "Piercing (Part. especial: Faces do Subúrbio)"       | Zeca Baleiro             | 5:27    |  |
| 9.             | "Tem Que Acontecer"                                  | Sérgio Sampaio           | 3:38    |  |
| 10.            | "Boi de Haxixe"                                      | Zeca Baleiro             | 4:05    |  |
| 11.            | "Disritmia"                                          | Martinho da Vila         | 4:20    |  |
| 12.            | "Não Tenho Tempo"                                    | Zeca Baleiro             | 4:16    |  |
| 13.            | "Samba do Approach (Part. Especial: Zeca Pagodinho)" | Zeca Baleiro             | 3:46    |  |
| 14.            | "Maldição"                                           | Zeca Baleiro             | 2:15    |  |
| Duração total: | Duração total:                                       | Duração total:           | 54:07   |  |

## Certificações e Vendas
| Ano  | Empresa | Certificação | Vendagem  | Ref.  |
| ---- | ------- | ------------ | --------- | ----- |
| 2000 | ABPD    | ouro         | 100.000 + | [ 2 ] |